# Język praindoirański
Język praindoirański (skrót pii) – rekonstruowany prajęzyk będący wspólnym przodkiem języków indoirańskich, należących do indoeuropejskiej rodziny językowej. Był językiem satemowym.
Czasami uważa się, że praindoirański tworzy podgrupę wraz z greckim, ormiańskim i frygijskim, na podstawie wielu uderzających podobieństw w strukturze morfologicznej. Kwestia ta pozostaje jednak nierozstrzygnięta.
Jest on wspólnym przodkiem języków indoaryjskich, irańskich i nuristańskich.

## Obszar i okres
Współcześnie najbardziej rozpowszechnioną teorią dotyczącą pochodzenia Indoirańczyków jest teoria, wedle której wywodzą się oni bezpośrednio od ludności wschodniego stepu. Od końca III tysiąclecia p.n.e. na południowym Uralu i w Kazachstanie pojawiają się kultury, które wydają się posiadać wszystkie przesłanki tego, czego można by oczekiwać od najwcześniejszych Indoirańczyków. Te warunki wstępne obejmują konia domowego i rydwan, który po raz pierwszy pojawia się w takich miejscach jak Sintaszta na południowym Uralu tuż przed rokiem 2000 p.n.e. Bardziej mobilny sposób życia, widoczny w najwcześniejszych hymnach wedyjskich, jest również widoczny w tym regionie wraz z pierwotną gospodarką hodowlaną.
Kulturą najczęściej kojarzoną z najwcześniejszymi Indoirańczykami jest kultura andronowska, będąca w rzeczywistości ogólnym określeniem różnych kultur usytuowanych na terenach leśno-stepowych, stepowych, a później na północnych rubieżach Azji Środkowej.

## Fonetyka
|                                       |              | Wargowe | Przedniojęzykowe | Przedniojęzykowe | Podniebienne | Podniebienne | Miękko-podniebienne | Gardłowe |
| dziąsłowe/przednio-językowo-dziąsłowe | zadziąsłowe  | Wargowe | pierwsze         | drugie           |              |              | Miękko-podniebienne | Gardłowe |
| ------------------------------------- | ------------ | ------- | ---------------- | ---------------- | ------------ | ------------ | ------------------- | -------- |
| Zwarte                                | bezdźwięczne | ‎*p      | ‎*t               |                  | ‎*ć           | ‎*č           | ‎*k                  |          |
| Zwarte                                | dźwięczne    | ‎*b      | ‎*d               |                  | ‎*ȷ́           | ‎*ǰ           | ‎*g                  |          |
| Zwarte                                | przydechowe  | ‎*bʰ     | ‎*dʰ              |                  | ‎*ȷ́ʰ          | ‎*ǰʰ          | ‎*gʰ                 |          |
| Szczelinowe                           | bezdźwięczne |         | ‎*s               | ‎*š               |              |              |                     | ‎*H       |
| Szczelinowe                           | dźwięczne    |         | (‎*z)             | (‎*ž)             |              |              |                     |          |
| Nosowe                                | Nosowe       | ‎*m      | ‎*n               |                  |              |              |                     |          |
| Płynne                                | Płynne       |         | (‎*l)             | ‎*r, ‎*r̥           |              |              |                     |          |
| Półotwarte                            | Półotwarte   |         |                  |                  | ‎*y           | ‎*y           | ‎*w                  |          |

| Przymknięte | ‎*i, ‎*ī             | ‎*u, ‎*ū             |
| Otwarte     | ‎*a, ‎*ā             | ‎*a, ‎*ā             |
| Dyftongi    | ‎*ay, ‎*aw, ‎*āy, ‎*āw | ‎*ay, ‎*aw, ‎*āy, ‎*āw |

### Dwie serie podniebienne
Hipotetyzuje się, że język praindoirański zawierał dwie serie spółgłosek zwartych podniebiennych:
- pierwsza: ‎*ć, ‎*ȷ́, ‎*ȷ́ʰ
- druga: ‎*č, ‎*ǰ, ‎*ǰʰ

Pierwsza kontynuuje kolejno praindoeuropejskie ‎*ḱ, ‎*ǵ, ‎*ǵʰ, natomiast druga jest efektem palatalizacji spółgłosek miękkopodniebiennych. Nie jest jasne, dlaczego istnieją te dwie serie spółgłosek zwartych; według Aleksandra Markowicza Łubockiego pierwsza seria musiała być wymawiana z językiem blisko zębów (podniebienno-przedniojęzykowo-dziąsłowa), jako [tś], [dź], [dźh], a gdy zaszła palatalizacja i pojawiła się druga seria, pierwsza seria przesunęła się do przodu, by zachować odrębność.
| Praindoirański | Praindoaryjski | Sanskryt | Prairański | Awestyjski | Staroperski | Nuristańskie |
| -------------- | -------------- | -------- | ---------- | ---------- | ----------- | ------------ |
| ‎*ć             | ‎*ś ([ɕ])       | ś ([ɕ])  | ‎*ts        | s          | θ           | ċ ([ts]) / š |
| ‎*ȷ́             | ‎*j ([ɟ])       | j ([ɟ])  | ‎*dz        | z          | d           | j ([dz]) / z |
| ‎*ȷ́ʰ            | ‎*źh ([ʑʱ])     | h ([ɦ])  | ‎*dz        | z          | d           | j ([dz]) / z |
| ‎*č             | ‎*c ([c])       | c ([c])  | ‎*č         | č          | č           | č            |
| ‎*ǰ             | ‎*j ([ɟ])       | j ([ɟ])  | ‎*ǰ         | ǰ          | ǰ           | ǰ / ž        |
| ‎*ǰʰ            | ‎*źh ([ʑʱ])     | h ([ɦ])  | ‎*ǰ         | ǰ          | ǰ           | ǰ / ž        |

### Laryngały
Zazwyczaj zakłada się, że w języku praindoeuropejskim występowały trzy do czterech spółgłosek krtaniowych, z których każda mogła wystąpić w pozycji sylabicznej lub niesylabicznej. W języku praindoirańskim, spółgłoski krtaniowe połączyły się jako jeden fonem /*H/. Robert Beekes sugeruje, że niektóre przypadki tego fonemu przetrwały w sanskrycie wedyjskim i w języku awestyjskim (Gathy), o czym świadczą rozziewy zachowane w archaicznych tekstach, które można wyjaśnić znajdowaniem się między samogłoskami niezapisanych zwarć krtaniowych.

## Rozwój fonetyczny
Najbardziej charakterystyczną zmianą fonologiczną oddzielającą język praindoirański od praindoeuropejskiego jest zlanie się samogłosek przegłosowych ‎*e, ‎*o w jedną praindoirańską ‎*a (ale patrz prawo Brugmanna). Prawo Grassmanna, prawo Bartholomaego i zasada ruki były również kompletne w języku praindoirańskim.
Pie. spółgłoski podniebienne ‎*ḱ, ‎*ǵ, ‎*ǵʰ przechodzą w ‎*ć, ‎*ȷ́, ‎*ȷ́ʰ, natomiast uwargowione spółgłoski miękkopodniebienne ‎*kʷ, ‎*gʷ i ‎*gʷʰ zostają odwargowione i przechodzą w ‎*k, ‎*g i ‎*gʰ:
| Pie.      | Pii.     | Sanskryt | Awestyjski | Łacina | Polski          | Znaczenie    |
| --------- | -------- | -------- | ---------- | ------ | --------------- | ------------ |
| ‎*ḱm̥tóm    | ‎*ćatám   | śatám    | satəm      | centum | sto(?)          | sto          |
| ‎*ǵónu     | ‎*ȷ́ā́nu    | jā́nu     | zānu       | genū   | zwono           | kolano       |
| ‎*ǵʰimós   | ‎*ȷ́ʰimás  | himá     | ziiā̊       | hiems  | zima            | zima         |
| ‎*kʷós     | ‎*kás     | kás      | ka         | quis   | kto, ki, co, cz | kto          |
| ‎*gʷṓws    | ‎*gā́wš    | gaus     | gao        | bōs    | gumno           | bydło        |
| ‎*gʷʰormós | ‎*gʰarmás | gharmá   | garəma     | formus | garnek, garniec | ciepło, upał |

Pie. spółgłoski płynne ‎*l, ‎*r, ‎*l̥, ‎*r̥ przechodzą w praindoirańskie ‎*r ‎*r̥:
| Pie.    | Pii.    | Sanskryt | Awestyjski | Łacina | Polski | Znaczenie |
| ------- | ------- | -------- | ---------- | ------ | ------ | --------- |
| ‎*ḱléwos | ‎*ćráwas | śrávas   | srauua     | clueō  | słowo  | sława     |
| ‎*wĺ̥kʷos | ‎*wŕ̥kas  | vŕ̥kas    | vəhrka     | lupus  | wilk   | wilk      |

Pie. sylabiczne spółgłoski nosowe ‎*m̥ ‎*n̥ przeszły w ‎*a:
| Pie.    | Pre-pii. | Pii.    | Sanskryt | Awestyjski | Łacina | Polski   | Znaczenie                    |
| ------- | -------- | ------- | -------- | ---------- | ------ | -------- | ---------------------------- |
| ‎*déḱm̥   | ‎*dáĉm̥    | ‎*dáća   | dáśa     | dasā       | decem  | dziesięć | dziesięć                     |
| ‎*gʷm̥tós | ‎*gm̥tás   | ‎*gatás  | gatá     | gata       | ventus | –        | przeszły, miniony, nieobecny |
| ‎*n̥bʰrós | ‎*n̥bʰrás  | ‎*abʰrás | abhrá    | aβra       | imber  | –        | deszcz, chmura               |

Prawo Bartholomaego: spółgłoska przydechowa, po której bezpośrednio następuje spółgłoska bezdźwięczna, staje się dźwięczną spółgłoską zwartą + dźwięczną spółgłoską przydechową. Ponadto, ‎*dʰ + ‎*t > ‎*dᶻdʰ:
| Pie.      | Pii.      | Sanskryt | Awestyjski | Polski | Znaczenie         |
| --------- | --------- | -------- | ---------- | ------ | ----------------- |
| ‎*ubʰtós   | ‎*ubdʰás   | sámubdha | ubdaēna    | –      | tkany             |
| ‎*wr̥dʰtós  | ‎*wr̥dᶻdʰás | vr̥ddʰá   | vərəzda    | ~wrzód | wyrosły, dojrzały |
| ‎*dʰéwgʰti | ‎*dáwgdʰi  | dógdhi   | *daogdi    | dąg    | doić              |

Zasada ruki: ‎*s przechodzi w ‎*š gdy poprzedzone spółgłoskami płynnmi (‎*l, ‎*r, ‎*l̥, ‎*r̥), samogłoskami przymkniętymi (‎*i, ‎*o), spółgłoskami miękkopodniebiennymi (‎*ḱ, ‎*ǵ, ‎*ǵʰ, ‎*k, ‎*g, ‎*gʰ, ‎*kʷ, ‎*gʷ, ‎*gʷʰ) lub sylabicznym gardłowym ‎*H̥. Alofon ‎*z przechodzi w ‎*ž:
| Pie.     | Pii.     | Sanskryt  | Awestyjski | Łacina | Polski  | Znaczenie              |
| -------- | -------- | --------- | ---------- | ------ | ------- | ---------------------- |
| ‎*wisós   | ‎*wišás   | víṣas     | viša       | vīrus  | –       | trucizna, jad          |
| ‎*ḱeHs-   | ‎*ćH̥šam   | aśiṣam    | sīšā       | –      | –       | ucz!                   |
| ‎*ǵéwseti | ‎*ȷ́áwšati | jóṣati    | zaošō      | gustus | –       | lubić, kosztować (coś) |
| ‎*kʷsép-  | ‎*kšáp-   | kṣáp-     | xšap-      | –      | –       | ciemność, noc          |
| ‎*plúsis  | ‎*plúšiš  | plúṣi     | *fruši     | pūlex  | pchła   | pchła                  |
| ‎*nisdós  | ‎*niždás  | nīḷá/nīḍá | *nižda     | nīdus  | gniazdo | gniazdo                |

Przed zwarto-wybuchowymi spółgłoskami zębowymi, ‎*ĉ przechodzi w ‎*š a ‎*ĵ przechodzi w ‎*ž. ‎*ĵʰ przechodzi w ‎*ž gdy występuje przed przydechową spółgłoską zwarto-wybuchową:
| Pie.    | Pre-pii. | Pii.    | Sanskryt  | Awestyjski | Łacina | Polski             | Znaczenie    |
| ------- | -------- | ------- | --------- | ---------- | ------ | ------------------ | ------------ |
| ‎*h₁oḱtṓ | ‎*Haĉtā́   | ‎*Haštā́  | aṣṭá      | ašta       | octō   | osiem              | osiem        |
| ‎*dr̥ḱtós | ‎*dr̥ĉtás  | ‎*dr̥štás | dr̥ṣṭá     | dərəšta    | –      | –                  | widoczny     |
| ‎*mr̥ǵt-  | ‎*mr̥ĵd-   | ‎*mr̥žd-  | mr̥ḷ-/mr̥ḍ- | mərəžd-    | –      | –                  | przepraszać  |
| ‎*uǵʰtós | ‎*uĵdʰás  | ‎*uždʰás | ūḍhá      | *užda      | vector | wóz, wozić, wiosło | przeniesiony |

Druga palatalizacja: ‎*k, ‎*g, ‎*gʰ przechodzi w ‎*č, ‎*ǰ, ‎*ǰʰ jeżeli poprzedzone samogłoskami rozwartymi ‎*i, ‎*e przez pośrednie ‎*kʲ, ‎*gʲ, ‎*gʲʰ:
| Pie.      | Pre-pii. | Pii.    | Sanskryt | Awestyjski | Łacina  | Polski   | Znaczenie |
| --------- | -------- | ------- | -------- | ---------- | ------- | -------- | --------- |
| ‎*-kʷe     | ‎*-kʲa    | ‎*-ča    | -ca      | -ča        | -que    | jesz-cze | i         |
| ‎*gʷih₃wós | ‎*gʲiHwás | ‎*ǰiHwás | jīvás    | juuō       | vīvus   | żywy     | żywy      |
| ‎*gʷʰénti  | ‎*gʲʰánti | ‎*ǰʰánti | hánti    | jaiṇti     | -fendit | gnać     | zabić     |

Prawo Brugmanna: ‎*o w otwartej sylabie wzdłuża się do ‎*ō, a następnie przechodzi w ‎*ā:
| Pie.      | Pre-pii. | Pii.      | Sanskryt | Awestyjski | Łacina | Polski | Znaczenie                   |
| --------- | -------- | --------- | -------- | ---------- | ------ | ------ | --------------------------- |
| ‎*deh₃tórm̥ | ‎*daHtā́rm̥ | ‎*daHtā́ram | dātā́ram  | dātārəm    | dator  | –      | dawcę (biernik lp od dawca) |

Samogłoski ‎*e, ‎*o przechodzą w ‎*a. Podobnie, ‎*ē, ‎*ō przechodzą w ‎*ā:
| Pie.       | Pii.     | Sanskryt | Awestyjski | Łacina | Polski              | Znaczenie |
| ---------- | -------- | -------- | ---------- | ------ | ------------------- | --------- |
| ‎*dédeh₃ti  | ‎*dádaHti | dádāti   | dadāiti    | dat    | dać                 | dać       |
| ‎*h₃dónts   | ‎*Hdánts  | dant     | dantan     | dēns   | dziąsno (> dziąsło) | ząb       |
| ‎*bʰréh₂tēr | ‎*bʰráHtā | bhrā́tr̥   | brātar     | frāter | brat                | brat      |
| ‎*wṓkʷs     | ‎*wā́kš    | vā́k      | vāxš       | vōx    | –                   | głos      |

W konkretnych pozycjach laryngały przechodziły w ‎*i. Zmiana ta poprzedzała drugą palatalizację.
- Po spółgłosce i przed zbitką spółgłoskową:

| Pie.     | Pii.    | Sanskryt | Awestyjski | Łacina | Polski | Znaczenie                 |
| -------- | ------- | -------- | ---------- | ------ | ------ | ------------------------- |
| ‎*ph₂tréy | ‎*pitráy | pitré    | piθrē      | patrī  | –      | ojcu (celownik od ojciec) |

- Po spółgłosce i na końcu wyrazu:

| Pie.     | Pii.     | Sanskryt | Awestyjski    | Znaczenie                   |
| -------- | -------- | -------- | ------------- | --------------------------- |
| ‎*‑medʰh₂ | ‎*‑madʰHi | ‑mahi    | ‑maidī/‑maiδi | (1 os lm końcówka środkowa) |

Wszystkie pie. spółgłoski krtaniowe połączyły się w jeden fonem ‎*H, który mógł być zwarciem krtaniowym:
| Pie.    | Pii.  | Sanskryt | Awestyjski | Łacina | Polski | Znaczenie |
| ------- | ----- | -------- | ---------- | ------ | ------ | --------- |
| ‎*ph₂tḗr | ‎*pHtā́ | pitā́     | ptā        | pater  | –      | ojciec    |

Według prawa Łubockiego, ‎*H zanikało, gdy po nim następowała dźwięczna spółgłoska zwarta i inna spółgłoska:
| Pie.     | Pii.     | Sanskryt | Awestyjski | Znaczenie           |
| -------- | -------- | -------- | ---------- | ------------------- |
| ‎*bʰeh₂g- | ‎*bʰáǰati | bhájati  | bažat̰      | dzielić, rozdzielać |

## Pełna ewolucja fonetyczna
| Pie. | Pie. | Sans. wed. | Awest. | Pie.                      | Sans. wed.            | Awest.                    |
| ---- | ---- | ---------- | ------ | ------------------------- | --------------------- | ------------------------- |
| ‎*p   | >    | p          | p      | ‎*ph̥₂tḗr „ojciec”          | pitā́ „ojciec”         | pitar- „ojciec”           |
| ‎*b   | >    | b          | b      | ‎*bél- „silny”             | bálam „siła”          | –                         |
| ‎*bʰ  | >    | bh         | b      | ‎*bʰréh₂tēr „brat”         | bhrā́tār- „brat”       | brātar- „brat”            |
| ‎*t   | >    | t          | t      | ‎*tuHóm „ty”               | tuvám „ty”            | tvəm „ty”                 |
| ‎*d   | >    | d          | d      | ‎*dóru „drewno”            | dā́ru „drewno”         | dāru- „drewno”            |
| ‎*dʰ  | >    | dh         | d      | ‎*dʰoHnéh₂- „ziarno”       | dhānā́- „ziarno”       | dāna- „ziarno”            |
| ‎*ḱ   | >    | ś          | s      | ‎*déḱm̥ „dziesięć”          | dáśa „dziesięć”       | dasa „dziesięć”           |
| ‎*ǵ   | >    | j          | z      | ‎*ǵónu „kolano”            | jā́nu „kolano”         | zānu- „kolano”            |
| ‎*ǵʰ  | >    | h          | z      | ‎*ǵʰimós „zimno”           | himá- „zimno, mróz”   | zəmaka- „śnieżyca”        |
| ‎*k   | >    | k ~ c      | x ~ č  | ‎*kruh₂rós „krwawy”        | krūrá- „krwawy”       | xrūra- „krwawy”           |
| ‎*k   | >    | k ~ c      | x ~ č  | ‎*téket „uciekaj”          | –                     | tačat̰ „uciekaj”           |
| ‎*g   | >    | g ~ j      | g ~ ǰ  | ‎*h₂éuges- „siła”          | ójas- „siła”          | aoǰah „siła”              |
| ‎*g   | >    | g ~ j      | g ~ ǰ  | ‎*h₂ugrós „silny”          | ugrá- „silny”         | ugra- „silny”             |
| ‎*gʰ  | >    | gh ~ h     | g ~ ǰ  | ‎*dl̥Hgʰós „długi”          | dīrghá- „długi”       | darəga- „długi”           |
| ‎*gʰ  | >    | gh ~ h     | g ~ ǰ  | ‎*dleHgʰistos „najdłuższy” | –                     | draǰišta- „najdłuższy”    |
| ‎*kʷ  | >    | k ~ c      | k ~ č  | ‎*kʷós „kto”               | káḥ „kto”             | kō „kto”                  |
| ‎*kʷ  | >    | k ~ c      | k ~ č  | ‎*kʷe „i”                  | ca „i”                | ́ča „i”                    |
| ‎*gʷ  | >    | g ~ j      | g ~ ǰ  | ‎*gʷou- „krowa”            | gav- „krowa”          | gau- „krowa”              |
| ‎*gʷ  | >    | g ~ j      | g ~ ǰ  | ‎*gʷih₃wós „żywy”          | jīvá- „żywy”          | staropers. ǰīva- „żyjący” |
| ‎*gʷʰ | >    | gh ~ h     | g ~ ǰ  | ‎*gʷʰnénti „bicie” (pl.)   | ghnánti „bicie” (pl.) | –                         |
| ‎*gʷʰ | >    | gh ~ h     | g ~ ǰ  | ‎*gʷʰénti „uderza”         | hánti „uderza”        | ǰainti „uderza”           |
| ‎*s   | >    | s          | s ~ h  | ‎*septm̥ „siedem”           | saptá „siedem”        | hapta „siedem”            |
| ‎*s   | >    | s          | s ~ h  | ‎*h₁ésti „jest”            | ásti „jest”           | asti „jest”               |
| ‎*y   | >    | y          | y      | ‎*yugóm „uzda”             | yugam „uzda”          | yuga- „uzda”              |
| ‎*w   | >    | v          | v      | ‎*wéǵʰeti „wozi, jedzie”   | váhati „wozi”         | vazaiti „podróżuje”       |
| ‎*m   | >    | m          | m      | ‎*méh₂tēr „matka”          | mātár- „matka”        | mātar- „matka”            |
| ‎*n   | >    | n          | n      | ‎*nós „nas”                | nas „nas”             | nō „nas”                  |
| ‎*l   | >    | l ~ r      | r      | ‎*kʷeleti „rusza”          | carati „rusza”        | caraiti „rusza”           |
| ‎*r   | >    | r          | r      | ‎*bʰréh₂tēr „brat”         | bhrā́tār- „brat”       | brātar- „brat             |
| ‎*n̥   | >    | a          | a      | ‎*n̥- „nie-”                | a- „nie-”             | a- „nie-”                 |
| ‎*m̥   | >    | a          | a      | ‎*ḱm̥tóm „sto”              | śatám „sto”           | satəm „sto”               |
| ‎*l̥   | >    | r̥          | ərər   | ‎*wĺ̥kʷos „wilk”            | vŕ̥ka- „wilk”          | vəhrka- „wilk”            |
| ‎*r̥   | >    | r̥          | ərər   | ‎*ḱŕ̥d- „serce”             | hŕ̥d- „serce”          | zərəd- „serce”            |
| ‎*i   | >    | i          | i      | ‎*linékʷti „opuszcza”      | riṇákti „opuszcza”    | irinaxti „uwalnia”        |
| ‎*e   | >    | a          | a      | ‎*déḱm̥ „dziesięć”          | dáśa „dziesięć”       | dasa „dziesięć”           |
| ‎*ē   | >    | ā          | ā      | ‎*h₂nḗr „mężczyzna”        | nā „mężczyzna”        | nā „mężczyzna”            |
| ‎*a   | >    | a          | a      | ‎*h₂éǵeti „powozi”         | ájati „powozi”        | azaiti „powozi”           |
| ‎*ā   | >    | ā          | ā      | ‎*méh₂tēr „matka”          | mātā́ „matka”          | mātar- „matka”            |
| ‎*o   | >    | a ~ ā      | a ~ ā  | ‎*ǵómbʰos „ząb, kołek”     | jā́mbha- „ząb, kieł”   | –                         |
| ‎*o   | >    | a ~ ā      | a ~ ā  | ‎*ǵónu „kolano”            | jānu „kolano”         | zānu- „kolano”            |
| ‎*ō   | >    | ā          | ā      | ‎*dʰoHnéh₂- „ziarno”       | dhānā́- „ziarno”       | dāna- „ziarno”            |
| ‎*u   | >    | u          | u      | ‎*yugóm „jarzmo”           | yugám „jarzmo”        | yuga- „jarzmo”            |
| ‎*ū   | >    | ū          | ū      | ‎*mū́s „mysz”               | mū́ṣ- „mysz”           | pers. mūs „mysz”          |
| ‎*h₁  | >    | ∅          | ∅      | ‎*h₁ésti „jest”            | ásti „jest”           | asti „jest”               |
| ‎*h₂  | >    | ∅          | ∅      | ‎*h₂ŕ̥tḱos „niedźwiedź”     | ŕ̥kṣa- „niedźwiedź”    | arəša- „niedźwiedź”       |
| ‎*h₃  | >    | ∅          | ∅      | ‎*h₃ókʷs(i) „oko”          | ákṣi „oko”            | aši „oko”                 |
| ‎*h₄  | >    | ∅          | ∅      | ‎*h₄órǵʰis „jądro”         | –                     | ərəzi- „jądro”            |

## Morfologia
Rzeczowniki odmieniało się przez trzy liczby: pojedynczą, podwójną, mnogą, przez osiem przypadków: wołacz, mianownik, biernik, narzędnik, celownik, pochodnik, dopełniacz i miejscownik. Rzeczowniki mogły mieć rodzaj męski, żeński lub nijaki. Wołacz, mianownik i biernik były zawsze jednolicie reprezentowane w liczbie podwójnej i wszystkich liczbach rodzaju nijakiego. Rodzaj męski i żeński był związany z płcią opisanego np. zwierzęcia.
Przymiotniki odmieniane były jak rzeczowniki (poza tematami -nt i -s), przez trzy rodzaje, oraz były stopniowane przez stopień równy, wyższy i najwyższy.
Czasowniki posiadały trzy osoby, trzy liczby, czas przeszły i teraźniejszy, tryb oznajmujący, nakazujący, rozkazujący, życzący, łączący.

## Zapożyczenia
W słownictwie praindoirańskim znajdują się słowa, dla których nie da się opracować wiarygodnej etymologii praindoeuropejskiej i nie posiadają odpowiedników w innych językach indoeuropejskich. W związku z czym uznaje się, że już do języka praindoirańskiego przechodziły słowa z języków nieindoeuropejskich w III i wczesnym II tysiącleciu p.n.e.
Jednym ze źródeł zapożyczeń jest język rozwiniętej, zurbanizowanej kultury archeologicznej Baktryjsko-Margiańskiej; niektóre z nich to:
- Zwierzęta: ‎*úštra- ‘wielbłąd’, ‎*mr̥gá- ‘dzikie zwierzę’, ‎*kapáwta- ‘gołąb’
- Rolnictwo i hodowla: ‎*kširá- ‘mleko’, ‎*paršá- ‘snop, wiązka’, ‎*bī́ǰa- ‘nasiono, nasienie’
- Gospodarka wodna: ‎*yavyā́- ‘kanał’, ‎*kʰā́ ‘studnia’
- Budownictwo: ‎*išta- ‘cegła’, ‎*mayū́kʰa- ‘drewniany kołek’, ‎*síkatā- ‘żwir’
- Ubranie: ‎*átka- ‘płaszcz’, ‎*sūčī́- ‘igła’
- Części ciała: ‎*gáyća- ‘włos (z głowy)’, ‎*púsća- ‘ogon’, ‎*wr̥tká ‘nerka’
- Religia: ‎*anćú- ‘roślina soma’, ‎*átʰarwan- ‘rodzaj kapłana’, ‎*ŕ̥ši- ‘ryszi’
- Mitologia: ‎*g(ʰ)andʰarbʰá- ‘gandharwa’

Do języka praindoirańskiego zostały zapożyczone też słowa z języków ugrofińskich, np. indoirańskie słowa na ‘marihuanę, konopie’: pii. ‎*bʰangá- z praural. ‎*paŋká-, pii. ‎*k̑aná- z praugrof. ‎*kənä, pii. ‎*ganǰā- z prafińskoperm. *kančá.
Istniały też zapożyczenia w drugą stronę, np. wczesne pii. ‎*kētstro- ‘wrzeciono’ > praugrof. ‎*kešträ, por. sa. ćattra : fiń. kehrä.

## Owca i koniew języku praindoirańskim
Áwis áćwās-ka
Áwis yasiās wŕ̥ˀnā na āst áćwans dádarća; tam gurúm waj́ʰam waj́ʰantam tam maj́⁽ʰ⁾ā́ntam bʰaram, tam wīrám āćú bʰárantam. Áwis áćwabʰyas áwaučat: „j́ʰr̥d mā rišyati, náram čaćšwi áćwans áj́antam.” Áćwās áwaučánt: „ćrudʰí áwi! J́ʰr̥d nās rišyati čaćšwi, nār, pátis, áwīnām wŕ̥ˀnām gʰarmám wástram tanáwai kr̥náuti awīnām-ka wŕ̥ˀnā na asti.” Tad ćaćruwás áwis aj́rám ábʰuj́at.